# Шумилински рејон
Шумилински рејон (блр. Шумілінскі раён; рус. Шумилинский район) административна је јединица другог нивоа у северном делу Витепске области у Републици Белорусији. 
Административни центар рејона је варошица Шумилина.

## Географија
Шумилински рејон обухвата територију површине 1.695,40 км² и на 13. месту је по површини међу рејонима Витепске области. Граничи се са Витепским рејоном на истоку, Бешанковичким на југу, Гарадочким на североистоку, док су Полацки и Учашки рејон на северозападу, западу и југозападу. 
Највећи део територије рејона налази се у подручју Полацке низије, док су једино севернији и североисточни делови у нешто издигнутијем Гарадочком побрђу. Највећи део рејона лежи на надморским висинама између 130 и 150 метара, док највиша тачка лежи на надморској висини од 177 метара (најнижа тачка је на 110 метара). 
Најважнији водоток је река Западна Двина са својом десном притоком Обаљем. На око 5 км јужније од варошице Шумилина налази се језеро Круглик које је са дубином од 31 метра најдубље језеро у Белорусији. 

## Историја
Рејон је формиран 17. јула 1924. као Сироцински рејон са административним центром у насељу Сироцино. Рејонско средиште је пренесено у Шумилину 1927. године, а рејон носи садашње име тек од 13. новембра 1966. године. 

## Демографија
Према резултатима пописа из 2009. на том подручју стално је било насељено 18.516 становника или у просеку 15,0 ст/км².
| 1959.  | 1970.  | 1979.  | 1989.  | 1999.  | 2009.  | 2014.   |
| ------ | ------ | ------ | ------ | ------ | ------ | ------- |
| 38.887 | 32.101 | 29.160 | 28.077 | 26.603 | 20.716 | 18.806* |

Напомена: * према процени националног завода за статистику.
Основу популације чине Белоруси са 92,24% и Руси са 6,09% док остали чине 1,67% популације. 
Административно, рејон је подељен на подручје варошица Шумилина која је уједно и административни центар и Обаљ, и на 8 сеоских општина. На територији рејона постоји укупно 255 насељених места. 

## Саобраћај
Преко територије рејона пролази важан железнички правац на релацији Витепск—Полацк—Даугавпилс (Р20), те магистрални друмски правци Минск—Витепск и Витепск—Полацк.